# Pierre de La Jugie
Pierre de La Jugie o Pierre de La Montre (La Jugie, c. 1321-Pisa, noviembre de 1376) fue un religioso benedictino francés, arzobispo de Zaragoza, de Narbona y de Ruan y cardenal. 

## Biografía
Hijo de Jacques de La Jugie, que fue señor de La Jugie, Las Combas y Murviel, y de Guillaumette Rogier, hija de los señores de Rogier, profesó en la Orden de Cluny y se doctoró en derecho canónico en la Universidad de Orleans. 
Nombrado prior del monasterio de Saint-Pantaléon y del de Sainte-Livrade, su carrera eclesiástica y la de todos sus parientes gozó de un fuerte impulso con el ascenso de su tío materno Clemente VI al papado en 1342: su hermano Guillermo y sus primos Nicolás y Pierre-Roger fueron hechos cardenales, su otro hermano Hugues fue consagrado obispo de Béziers, su hermana, abadesa de Santa María de la Regla, y Pierre fue nombrado sucesivamente abad de Saint Jean d’Angely y de Lagrasse, y en 1345 arzobispo de Zaragoza, aunque nunca residió en ninguna de estas sedes, permaneciendo junto a la corte papal en Aviñón. 
Dos años después fue trasladado a la archidiócesis de Narbona; los estragos causados por la peste negra, la erección de la Catedral de Narbona, las desavenencias con el vizconde de Narbona Aimery VI, que en teoría era su vasallo, pero que en la práctica llegaba al enfrentamiento armado, y la celebración de los concilios de Béziers (1351) y Lavaur (1368) fueron los episodios más destacados de su episcopado. 
En 1370 su primo Pierre Roger ascendía al trono de San Pedro bajo el nombre de Gregorio XI; en principio esto no supuso para La Jugie los beneficios que el nepotismo imperante en la época hacía suponer, pero cuando en 1375 el arzobispo de Rouen Philippe d'Alençon se enfrentó al rey Carlos V, el papa aprovechó para promover a su primo a la sede de Rouen, y para crearle cardenal con título de San Clemente en el consistorio celebrado en diciembre del mismo año. 
No disfrutó mucho tiempo de su nueva dignidad: falleció en Pisa en 1376, y fue sepultado en la Catedral de Santa María de esta misma ciudad, de donde posteriormente sus restos fueron trasladados a la de San Justo y Pastor de Narbona.

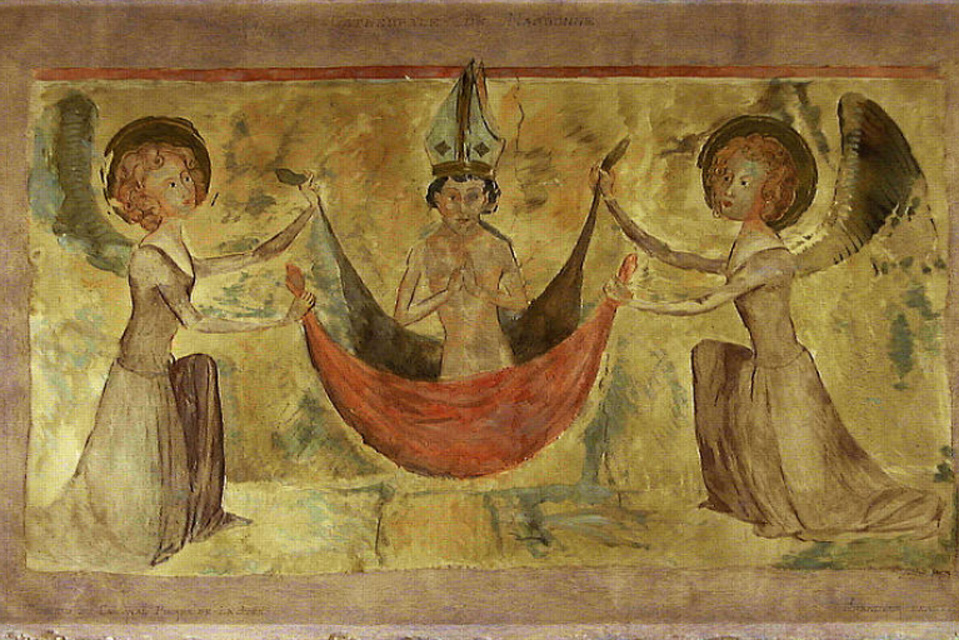
Dos ángeles llevan al cielo el alma del cardenal. Fresco de la catedral de Narbona.

| Predecesor: Pedro López de Luna | Arzobispo de Zaragoza 1345-1347 | Sucesor: Guillermo de Aigrefeuille |